# Гуальтієрі
Гуальтієрі, Ґуальтієрі (італ. Gualtieri) — муніципалітет в Італії, у регіоні Емілія-Романья,  провінція Реджо-Емілія.
Гуальтієрі розташоване на відстані близько 370 км на північний захід від Рима, 75 км на північний захід від Болоньї, 23 км на північ від Реджо-нелль'Емілії.
Населення — 6576 осіб (2014).

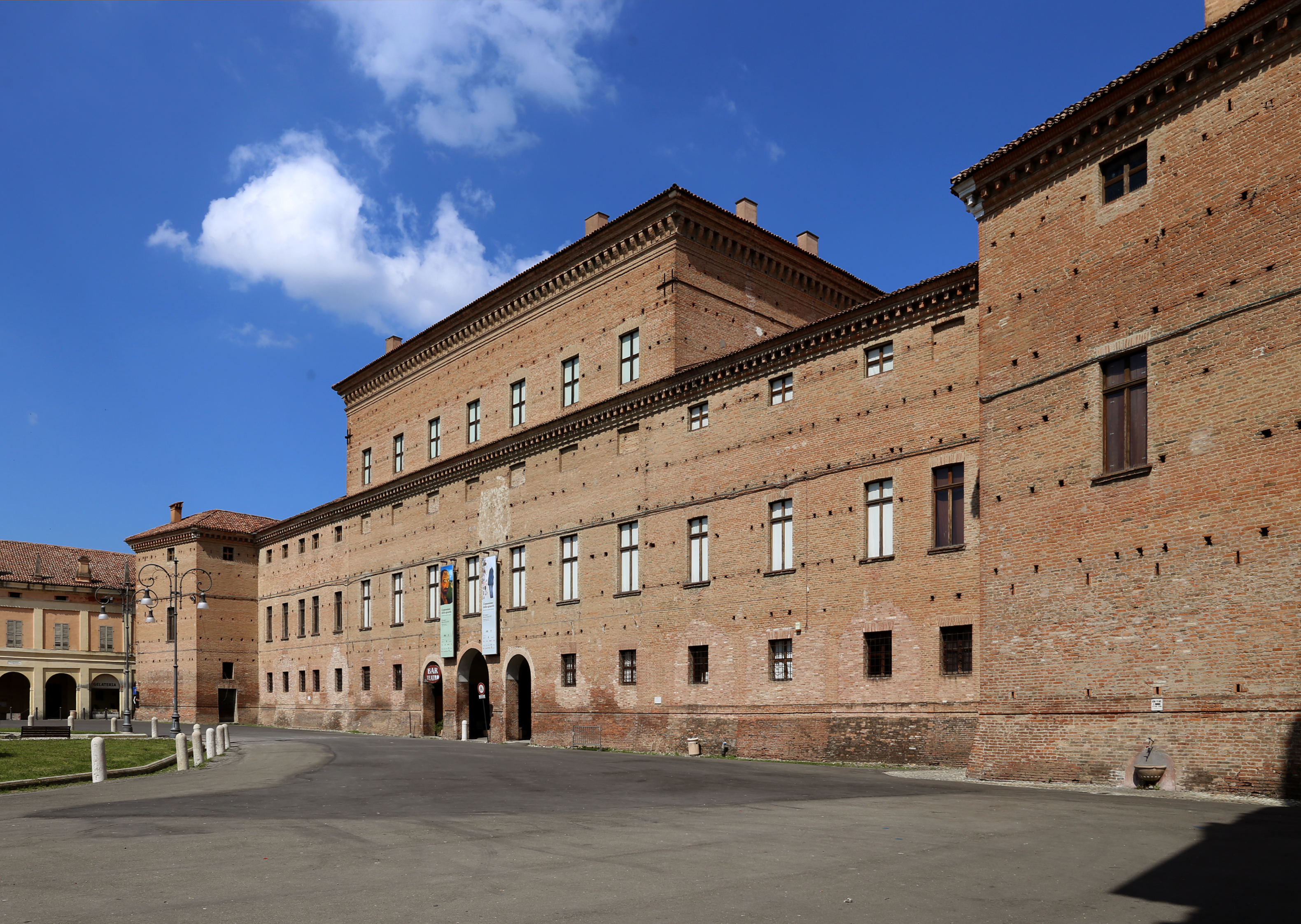

Щорічний фестиваль відбувається 5 серпня. Покровитель — Santa Maria della Neve.

## Демографія
Населення за роками:

Станом на 1 січня 2023 року в муніципалітеті офіційно проживали 684 іноземці з 43 країн, серед них 96 громадян країн Євросоюзу та 25 громадян України.

## Сусідні муніципалітети
- Боретто
- Кадельбоско-ді-Сопра
- Кастельново-ді-Сотто
- Дозоло
- Гуасталла
- Помпонеско